# VOR
VOR（ヴォー、Vertemati Offroad Racing） は、イタリアのオフロード向けオートバイブランド。本社はミラノ郊外のロンコブリアンテーノ。
現在は「ヴェルテマティ・モーターサイクルズ」として存続している。

## 沿革
アルバロ・ヴェルテマティ/グイド・ヴェルテマティの兄弟が設立した。彼らは1980年代にハスクバーナの輸入代理店業者並びに同社製を用いたイタリアチームを率いてオフロードレースへ参戦し、ISDE（国際6日間エンデューロ）で優秀な成績を収めた。ハスクバーナがカジバに買収されると、ハスクバーナから4ストロークエンジンの技術者が離脱して立ち上げたフサベルの輸入代理店業者となった。彼らはフサベルのエンデューロ用バイクを改造してモトクロス世界選手権に参戦し、ハスクバーナファクトリーチームとの激闘の末、1995年にベルギー人ライダーのジョエル・スメッツのライディングにより500ccクラスでフサベルの同選手権初タイトルを獲得し、1997・1998年も連覇した。当時2ストロークエンジン全盛だったモトクロスで、4ストロークエンジンによる快挙となった。またこの時期アメリカでも、マイク・ヤングによってヴェルテマティ製フサベルは4ストロークエンジン特有のパワーバンドの広さを活かして一定の戦果を挙げた。
フサベルとの関係が終了した後、兄弟はフサベルの部品や技術を流用しつつ、独自開発のプロトタイプマシンを量産するために、生産部門のVORを1998年に立ち上げた。ヴェルテマティのバイクを気に入っていたマイク・ヤングがテストライダーを務めた。しかしVORとヴェルテマティは仲違いをしてしまい迷走。その結果量産されたGP500は、オフロードバイク史上有数の失敗作の烙印を押されるほどの低品質なものになってしまった。
1998年にビモータとの合弁事業により、モトクロスとエンデューロのマシンを開発・発売しているが、20,000ドルと非常に高価なもので商業的な成功には至らなかった。
バイクロゴは当初の「ヴェルテマティ」から「ヴェルテマティ/VOR」、さらに「VOR」へと変化した。VORの量産するバイクは従来のヴェルテマティの設計に基づいていたが、改良を重ねて評価を挽回した。兄弟は依然としてブランドの権利を有しており、VORの製造するものとは別にヴェルテマティは手作りで少量生産のバイクの研究開発と製造をしていた。しかしほとんどの人々の手に渡らなかったヴェルテマティは衰退していく。
再建されたFBモンディアルにより2003年に会社が買収されたが、そのFBモンディアルが2004年に破綻した。そしてマッシモ・モンティとイタリアのエンジニア及び投資家グループにより、「ヴェルテマティ・レーシング」として新しく出発することになる。
00年代以降競技では主にスーパーモト世界選手権（S1GP）やエンデューロで活躍している。VORは名手ミカ・アホラと、TM Racingで125cc王者となったロマン・ミヒャリクを揃えてエンデューロ世界選手権とISDEに参戦。アホラは2001年に世界選手権500ccマシンで5勝（ランキング2位）、2002年に6勝（2位）、2003年に2勝（5位）という好成績を収め、ISDEでは2002・2003年と金メダルを獲得した。またVORは2002年にS1GPでランキング2位、翌年に3位を獲得した。
2023年現在もジョセフ・ヴェルテマティが率いるファクトリーチームからマイケル・ヴェルテマティがライダーとして、SOHC4バルブの水冷4ストロークエンジンを備えたヴェルテマティ・スーパーモト450ccを駆りS1GPに参戦している。
2021年1月15日に、アルバロは死去した。